# Skylar Park
Pour les articles homonymes, voir Park.
Skylar Park, née le 6 juin 1999 à Winnipeg, est une taekwondoïste canadienne, médaillée de bronze mondiale en 2019.

## Carrière
Son père, Jae Park, ainsi que son grand-père, Deuk-hwa Park, sont des maîtres du taekwondo. Son père est également son coach et sa famille dirige un dojo à Winnipeg. Elle débute ainsi le taekwondo à l'âge de 3 ans.
Lors des Championnats du monde junior 2016 qui se déroule à Burnaby (Canada), elle remporte la médaille d'or dans la catégorie des -59 kg en battant la Taïwanaise Yen Hsin Yeh,.
Chez les seniors, elle concourt dans la catégorie des -57 kg. Elle fait ses débuts lors du Grand Prix de Moscou en 2017. En 2019, elle devient médaillée de bronze en -57 kg lors des championnats du monde à Manchester.
En 2021, elle participe aux Jeux Olympiques de Tokyo et se classe 9e (57 kg) au rang.